# Jean-Baptiste de Marchant et d’Ansembourg

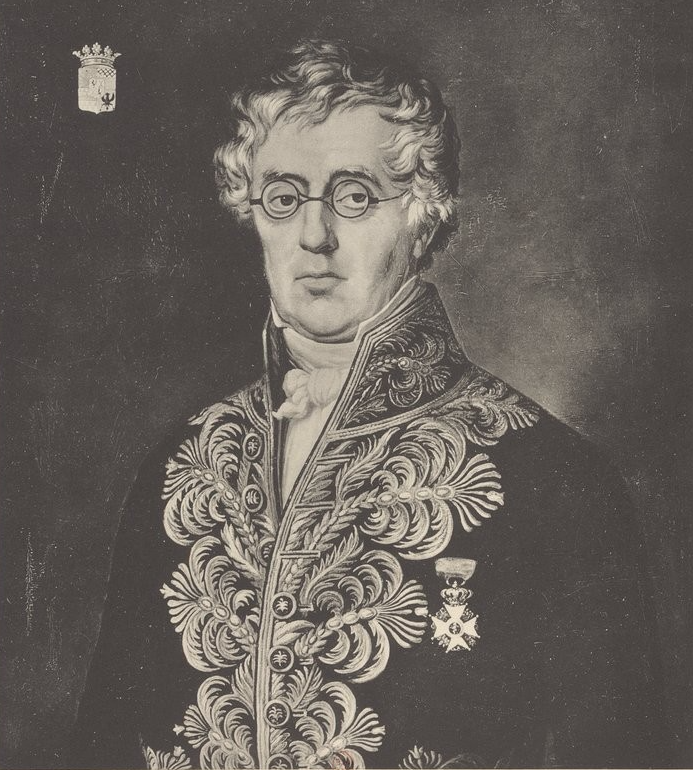

Jean-Baptiste Ferdinand Joseph d'Ansembourg, voluit graaf de Marchant et d'Ansembourg (Luik, 24 februari 1782 - Kasteel Amstenrade, Nederlands Limburg, 14 mei 1854) was lid van het Belgisch Nationaal Congres.

## Levensloop
D'Ansembourg behoorde tot een familie die in de zeventiende eeuw in de adelstand was opgenomen. De familie Marchant was de maatschappelijke ladder opgeklommen en had fortuin gemaakt als 'maître des forges' of eigenaar van hoogovens. De grootvader van Jean-Baptiste, Lambert de Marchant werd tot graaf gepromoveerd in 1749. Zijn vader was Romain-Joseph de Marchant en zijn moeder Marie-Anne de Hayme de Bomal. Die vader was officier bij de troepen van de prins-bisschop Velbrück, zijn oom. De ouders van Romain waren Lambert de Marchant (1706-1760) en Anne von Velbrück (1714-1760), zus van de prins-bisschop.

Van 1788 tot 1794 was hij graaf van het graafschap Geleen en Amstenrade.
Jean-Baptiste d'Ansembourg verscheen voor het eerst in het openbaar toen hij in 1814 door generaal Wintzingerode, bevelhebber van het Russisch leger, lid werd gemaakt van het voorlopig bestuur voor het departement Nedermaas, gevestigd in Luik. 
Bij de benoemingen van februari 1816 werd hij in de adelstand bevestigd met de overdraagbare titel van graaf en met opname in de ridderschap van Limburg.

## Nationaal Congres
In 1830 stuurde het arrondissement Maastricht hem naar het Nationaal Congres. Daar stemde hij tegen de eeuwigdurende uitsluiting van de Nassaus. Hij motiveerde zijn stem tijdens een korte rede, die alleen maar vermeld werd in de notulen, zodat zijn argumenten niet tot ons zijn gekomen. In tegenstelling tot andere 'orangisten' bleef hij na de negatieve stemming verder zetelen. Hij stemde voor de onafhankelijkheid van België, voor de hertog van Nemours, voor Leopold van Saksen Coburg en tegen het Verdrag der XVIII Artikelen. 
Hij behoorde tot de traditionele katholieke groep. Hij was voorstander van een tweekamerstelsel en voor de benoeming van de Senaat door de koning. Hij was voorstander van het volledige vrij onderwijs en diende een motie in die zin in. Hij was niet gewonnen voor de overhand van het burgerlijk gezag op de godsdiensten.
Op 30 augustus 1831 werd hij, opnieuw door het arrondissement Maastricht, tot senator verkozen. Hij was in deze Hoge Vergadering zeer actief en was tijdens de meeste zittingen secretaris of adjunct-secretaris. Zijn voornaamste aandacht ging uiteraard uit naar de problemen in de provincie Limburg.

## Definitieve scheuring
Het verscheurende moment brak aan toen Willem I op 16 mei 1838 eindelijk het Verdrag der XXIV Artikelen aanvaardde, en Noord-Limburg en Oost-Luxemburg Nederlands bleven. D'Ansembourg behoorde tot de vurige pleiters om nieuwe onderhandelingen te ondernemen. Zoals men weet was dit vergeefs en werd een meerderheid gevonden in Kamer en Senaat om aan het Verdrag uitvoering te geven. D'Ansembourg pleitte met grote overtuiging, in zijn inleiding zeggende dat hij sprak dans un moment sans exemple dans les fastes de l'histoire, où une révolution est conviée à se détruire, à s'exécuter elle-même, où des citoyens doivent vendre leurs concitoyens; où un État nouveau-né est condamné à se mutiler lui-même. Toen de Senaat moest stemmen waren er 31 ja stemmen, 14 neen en twee onthoudingen.
D'Ansembourg nam ontslag en trok zich terug op zijn landgoed dat zich voortaan op Nederlands grondgebied bevond. Hij trok zijn conclusies uit wat was gebeurd en integreerde volledig in het Nederlandse bestel, door onder meer opname te aanvaarden in de Noord-Limburgse ridderschap.
D'Ansembourg was in 1808 in Hardenberg (Westfalen) getrouwd met barones Marie-Antoinette Francesca van Wendt-Holtfeld (1781-1856) en ze hadden negen kinderen, van wie er 2 op jonge leeftijd zijn overleden. Zoons en kleinzoons speelden een rol aan het Hof in Nederland en in het groothertogdom.
Een zoon, Oscar d'Ansembourg, heer van Neuburg, Puth en Amstenrade (1811-1883) is de stamvader van de in de Nederlandse adel opgenomen familietak. Twee andere zoons, William d'Ansembourg (1809-1882) en Alfred d'Ansembourg, heer van Heks, Terwinselen en Nuth (1813-1876) werden erkend in de Belgische adel. De oudste van de twee heeft adellijke nakomelingen tot heden.

## Nadien
- Het grote kasteel Amstenrade is nog steeds eigendom en wordt bewoond door een afstammelinge van d'Ansembourg.
- De twee kastelen burcht Ansembourg en château d’Ansembourg met tuinen in het Groothertogdom Luxemburg zijn nog gedeeltelijk eigendom van een graaf d'Ansembourg.
- Het luxueuze hôtel d'Ansembourg in Luik is sinds 1903 eigendom van de stad Luik en is, naast het Grand Curtius, ingericht als museum van de kunstambachten.